# Afrokubaner

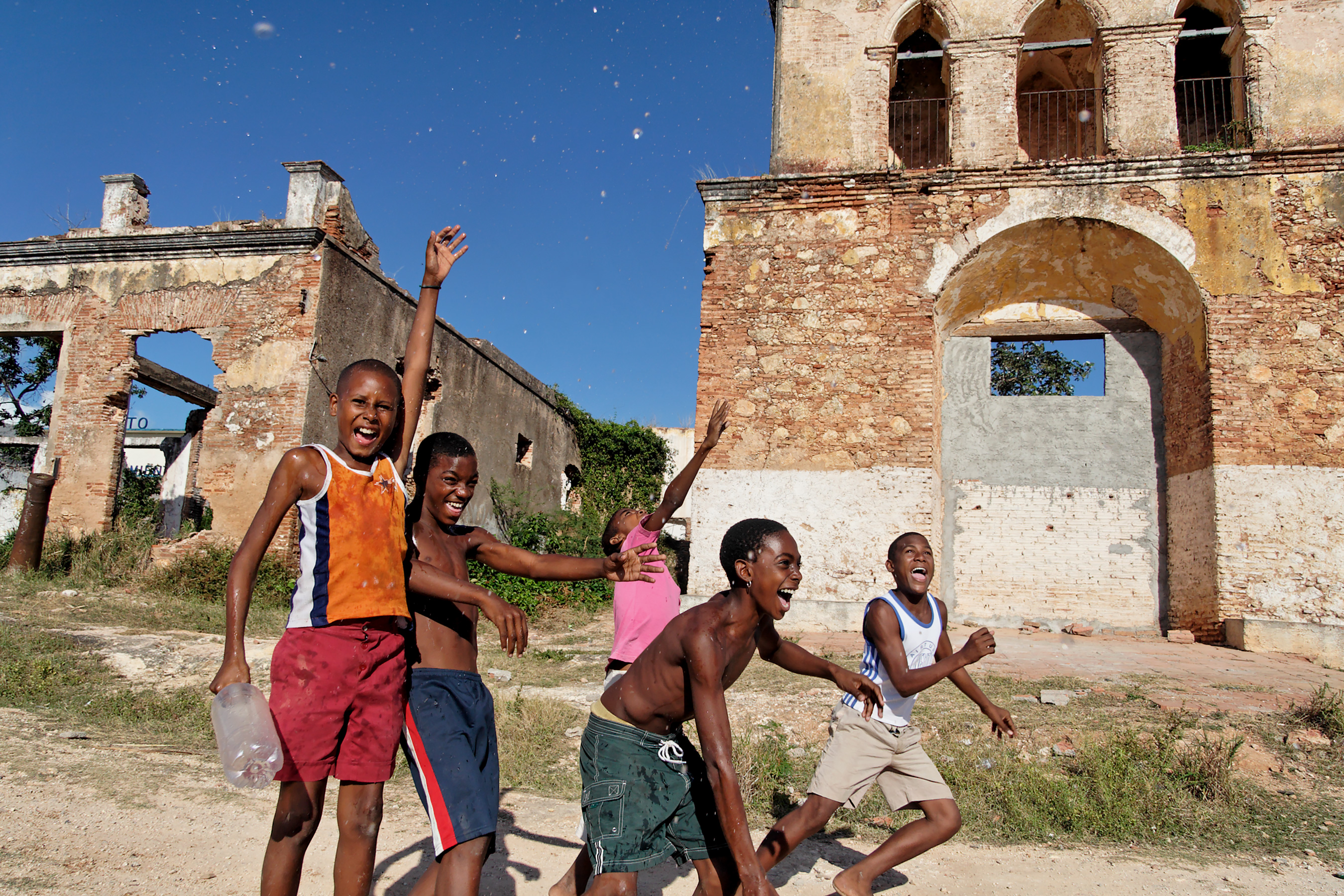
Afrokubanische Kinder beim Spielen (in Trinidad)

Als Afrokubaner bezeichnet man den aus Afrika stammenden Teil der kubanischen Bevölkerung. Die Afrokubaner stellen mindestens 10 % der Bevölkerung, zusammen mit den Mulatten gemäß offiziellem Zensus über ein Drittel. Diese Zahl beruht auf Eigenangaben. Manche Schätzungen zufolge haben sogar 60–70 % der Kubaner afrikanische Vorfahren.
Die afrokubanische Kultur ist heute wichtiger Bestandteil der kubanischen Kultur, beispielsweise mit der Religion der Santería, einem ursprünglich westafrikanischen Ritus, der unter dem System der Sklaverei verschiedene Symbole aus dem katholischen Heiligenkult übernahm.

## Geschichte der Afrokubaner
Die Geschichte der Afrokubaner ist eng mit der Kolonisation Kubas und den sozialen Bewegungen in der kubanischen Geschichte verbunden.

### Kolonisation Kubas
Die ersten Einwanderer Kubas waren Indios aus den Nachbarinseln und Lateinamerika, erst die Unterwerfung durch Spanien im 16. Jahrhundert und der Zuckerrohr- und Tabakanbau führte zur Verschleppung afrikanischer Sklaven nach Kuba. Die Arbeitsbedingungen waren äußerst schlecht. So berichtet Alexander von Humboldt im Jahr 1826, dass auf manchen Plantagen 15 bis 18 von 100 Sklaven pro Jahr starben.
1817 kam es zu einem ersten Vertrag über die Beendigung des Sklavenhandels und es entwickelte sich in Kuba eine Schicht „freier Farbiger“, die rund 20 % der Bevölkerung ausmachte und damit größer war als auf den karibischen Nachbarinseln. Dies führte zu einer relativ frühen Durchmischung der Hautfarben. Vollständig zum Erliegen kam der Menschenhandel allerdings erst nach dem Amerikanischen Bürgerkrieg 1865.

### Von den Unabhängigkeitskämpfen bis zur Revolution 1959

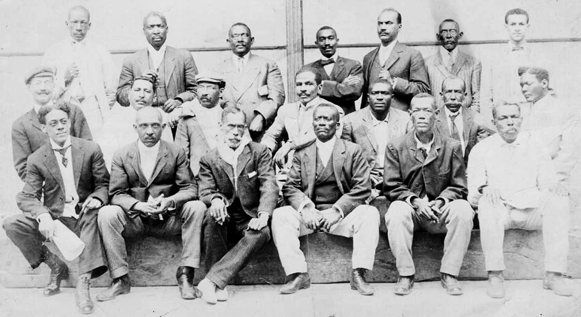
Partido Independiente de Color

Während der Unabhängigkeitskämpfe 1868 und während des Unabhängigkeitskrieges 1895–1902 spielten die Afrokubaner eine entscheidende Rolle, da sie die am stärksten benachteiligte Gruppe jener sozialen Ordnung waren. Die afrokubanischen Generäle Antonio Maceo und Guillermo Moncada werden bis heute als Nationalhelden verehrt.
1908 gründeten afrokubanische Veteranen des Unabhängigkeitskriegs die Partido Independiente de Color (PIC) – die erste nationale Partei von Schwarzen in der gesamten westlichen Hemisphäre – um die gesellschaftlichen Interessen der dunkelhäutigen Bevölkerung gegen die Benachteiligung durch die von Weißen geführten Regierungen zu verteidigen. Die Partei forderte volle Bürgerrechte und kostenlosen Hochschulzugang, setzte sich aber auch für afrokubanische Bauern ein, die im Zuge der beginnenden Landkonzentration durch US-amerikanische Großinvestoren von ihren angestammten Feldern vertrieben wurden. Die politische Protestbewegung kulminierte 1912 in einem Aufstand in der Provinz Oriente (Ostkuba), der von der kubanischen Regierung blutig niedergeschlagen wurde. Dabei wurden nach unterschiedlichen Angaben zwischen 2000 und 5000 Anhänger der PIC getötet und die Partei wurde zerschlagen.
Die im internationalen Vergleich besonders fortschrittliche kubanische Verfassung von 1940, die allerdings nur mangelhaft umgesetzt wurde, verbot jegliche Art von rassistischer Diskriminierung.
Innerhalb der verschiedenen, vor allem von der bürgerlichen Mittelschicht getragenen, politischen und paramilitärischen Widerstandsgruppen, die den Sturz Fulgencio Batistas erreichten, waren Afrokubaner deutlich unterrepräsentiert. Der prominenteste afrokubanische Comandante der von Fidel Castro geführten Bewegung des 26. Juli war Juan Almeida.

### Rolle nach der Revolution
Nach dem Sturz Batistas zum Jahresanfang 1959 leitete Fidel Castro als Anführer der Revolutionsregierung soziale Umwälzungen ein, die die Afrokubaner wie alle anderen Teile der kubanischen Gesellschaft betrafen. Als zentrale Instrumente der Umsetzung der politischen Ziele von oben nach unten wurden im zweiten Jahr der Revolution die verschiedenen, unter direkter Kontrolle der Regierung stehenden einheitlichen Massenorganisationen errichtet (z. B. Gewerkschafts-, Frauen-, Studentenbund und Komitees zur Verteidigung der Revolution). Diese traten an die Stelle bisheriger, unabhängiger Interessensvertretungen, die schrittweise aufgelöst oder verboten wurden. Eine speziell den Anliegen der Afrokubaner gewidmete Massenorganisation wurde jedoch nicht gegründet, die die Funktion der seit mehreren Jahrzehnten für die Selbstorganisation der Afrokubaner zentralen sociedades de negros hätte übernehmen können. Nach Auffassung der Regierung war eine solche Interessensvertretung mit dem Triumph der Revolution überflüssig geworden, da nun jede Form von Diskriminierung überwunden sei.
Afrokubanische Aktivisten oder Intellektuelle, die auf fortbestehende Elemente von Rassismus und damit verbundener Diskriminierung auch unter der neuen Gesellschaftsordnung hinwiesen, verletzten damit ein Tabuthema und mussten in den ersten drei Jahrzehnten der Revolution mit Verfolgung rechnen. Prominentestes Beispiel war der in Frankreich ausgebildete Ethnologe und Historiker Walterio Carbonell, ein langjähriger Aktivist der kommunistischen Partei PSP, der einer wohlhabenden afrokubanischen Familie entstammte, seit 1953 Fidel Castro unterstützt hatte und ab 1959 als von Castro entsandter Botschafter Kubas in Tunesien diente. Er veröffentlichte 1961 die kritische Gesellschaftsanalyse Cómo surgió la cultura nacional, die kurz darauf verboten wurde und ihn seine Anstellung im Außenministerium kostete. Nachdem er wenige Jahre später eine informelle Organisation gegen Rassismus aufgebaut hatte, wurde er für zwei Jahre zur Umerziehung in einem Arbeitslager (UMAP) und anschließend zeitweise in einer psychiatrischen Anstalt untergebracht. Carbonell wurde erst 2005 rehabilitiert, als in Havanna sein ursprünglich kontroverses Werk in einer redigierten Neuauflage erscheinen durfte. Der Afrokubaner wurde 2011 posthum auch von der regierungsoffiziellen Tageszeitung Granma für sein „Juwel der Geschichtsschreibung“ gewürdigt.
In den 1960er und 1970er Jahren waren auch zahlreiche Angehörige der Abakuá-Bruderschaft, einer traditionsreichen afrokubanischen Geheimsekte, der Verfolgung durch staatliche Institutionen ausgesetzt. Erst 2005 wurde sie vom kubanischen Justizministerium als legale Vereinigung zugelassen.

## Gegenwärtige Situation
Seit dem Zusammenbruch der kubanischen Wirtschaft infolge der eingestellten Hilfsleistungen durch die Sowjetunion ab 1990 treten auf Kuba soziale Ungleichheiten wieder offener zu Tage, wobei die afrokubanische Bevölkerung von der wachsenden Kluft zwischen Arm und Reich überproportional betroffen ist. Gleichzeitig häufen sich Berichte über rassistisch motivierte Benachteiligung, beispielsweise beim Zugang zu lukrativen Arbeitsstellen im seit den 1990er Jahren entwickelten Tourismussektor. Auch begehrte Medienberufe wie der des Fernsehmoderators werden meist an Kubaner mit buena presencia y cultura (gutem Aussehen und Kultur), darunter werden im kubanischen Sprachgebrauch meist weiße Kubaner erfasst, vergeben. Auch in den Zentren der politischen Macht sind Schwarze unterrepräsentiert.

### Öffentliche Thematisierung des Rassismus
Nach jahrelangen Bemühungen verschiedener Akteure der Zivilgesellschaft und der Wissenschaft um eine öffentliche Diskussion der lange politisch tabuisierten Frage des Rassismus haben unter der Präsidentschaft von Raúl Castro erstmals auch prominente Vertreter der Kommunistischen Partei Kubas anerkannt, dass Benachteiligung aufgrund von Hautfarbe nach wie vor existiert und als gesellschaftliches Problem ernst zu nehmen ist. 2006 und 2010 hatte die Cofradía de la Negritud („Négritude-Bruderschaft“), ein 1998 gegründeter Zusammenschluss von Wissenschaftlern und Antirassismus-Aktivisten, sich in Offenen Briefen an das Parlament gewandt und sich darin sowohl auf die Lehren José Martís als auch auf die geltende Verfassung und die offiziellen Prinzipien des „kubanischen sozialistischen Projekts“ bezogen. Im Dezember 2009 bezeichnete es Präsident Raúl Castro in seiner halbjährlichen Rede vor dem kubanischen Parlament als „Schande“, dass die Revolution in 50 Jahren den Aufstieg von Afrokubanern und Frauen in gesellschaftliche Führungspositionen nur in unzureichendem Maße erreicht habe.
Seit 2011 finden vermehrt Veranstaltungen staatlicher Institutionen statt, die sich mit Aspekten des Rassismus befassen und über die auch in den von der Regierung kontrollierten Medien berichtet wird. Im Dezember 2011 widmete sich erstmals ein Parlamentsausschuss dem Thema. Neben der Cofradía de la Negritud ist das 2008 in Havanna gegründete Komitee Ciudadanos por la Integración Racial (CIR, „Bürger für ethnische Gleichstellung“) ein weiterer prominenter Zusammenschluss afrokubanischer Aktivisten, an dem auch Mitglieder der politischen Opposition sowie im Exil lebende Kubaner beteiligt sind und dessen Veranstaltungen infolgedessen von den Behörden häufig verboten oder behindert werden. Im Mai 2012 beispielsweise wurden in Havanna mehrere CIR-Aktivisten von der Polizei verhaftet, um sie an der Teilnahme an einer von der Cofradía de la Negritud und dem regierungskritischen, marxistischen Netzwerk Observatorio Crítico abgehaltenen Gedenkfeier zum 100. Jahrestag des Massakers an der Partido Independiente de Color zu hindern.